# Bãi biển Patong

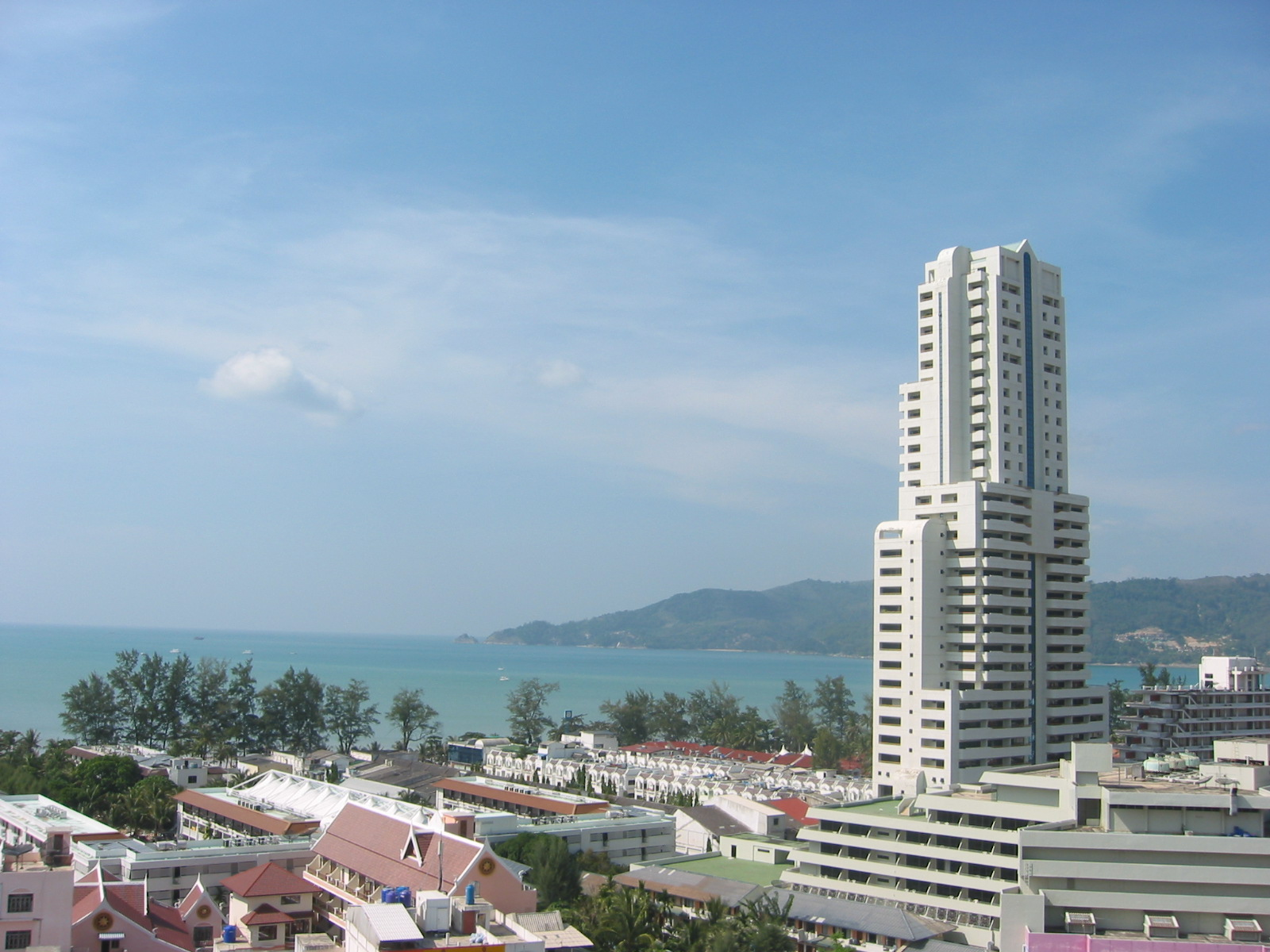
Bãi tắm Patong

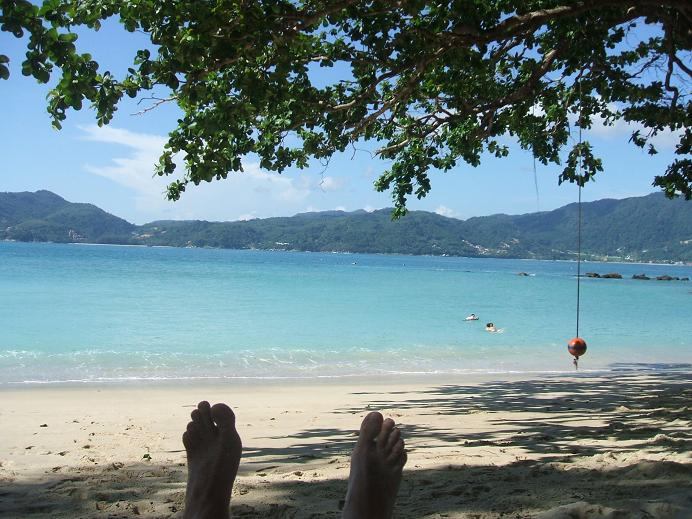
Bờ biển với cát trắng ở Patong

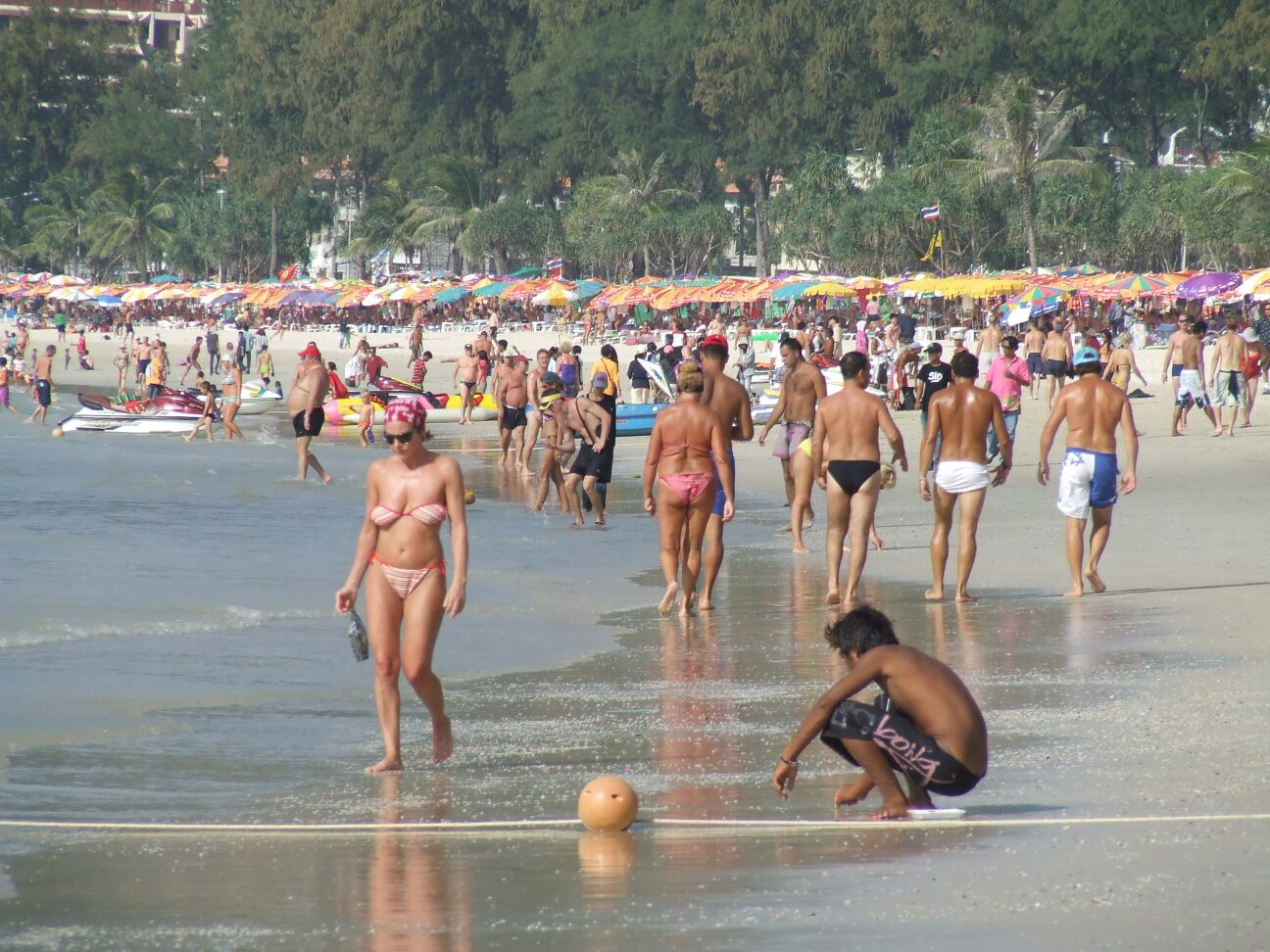
Bãi biển Patong

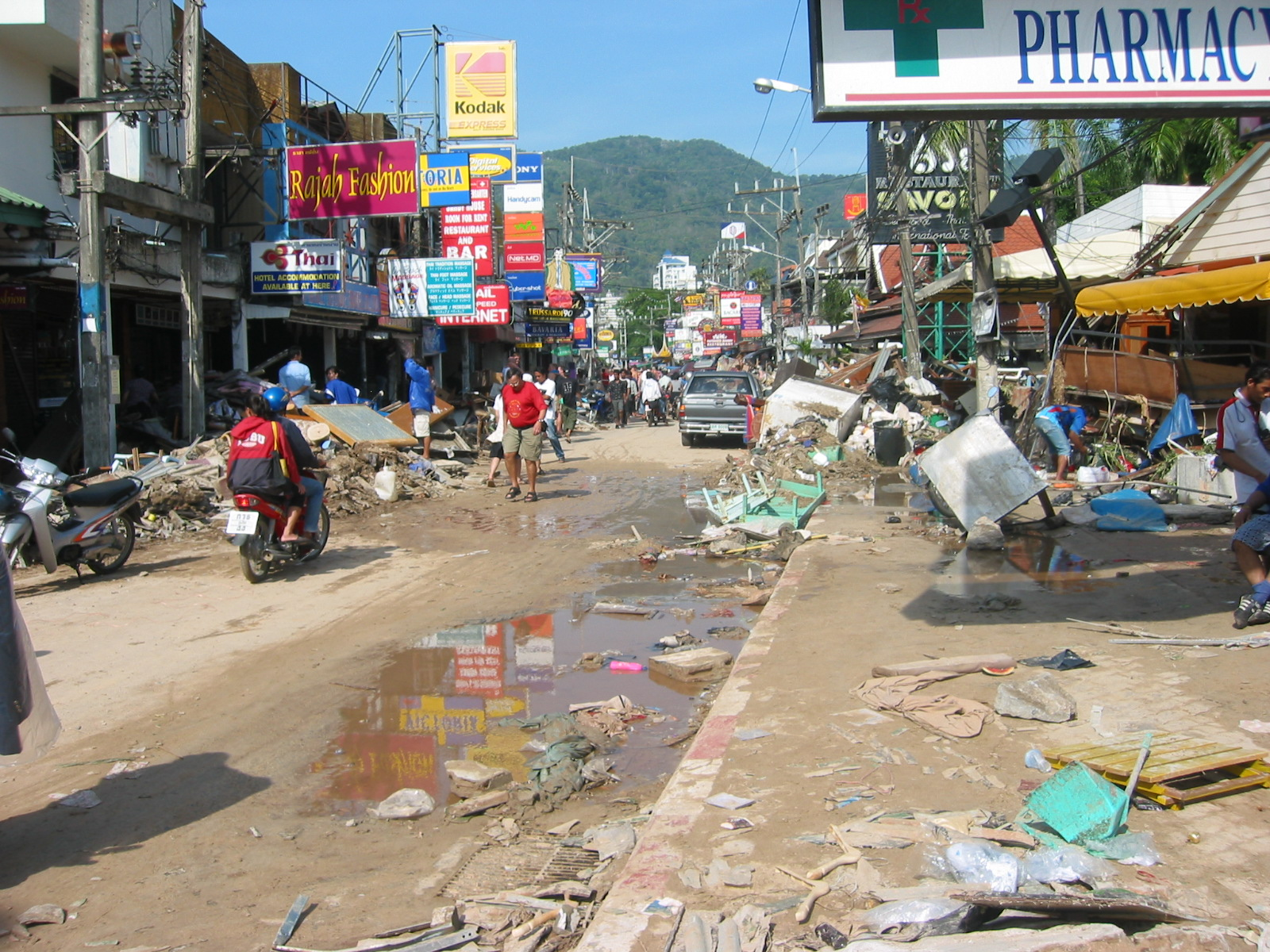
Sóng thần tàn phá bãi Patong

Bãi biển Patong (tiếng Thái: หาดป่าตอง, tiếng Việt: Bãi Chuối) là một bãi tắm nằm về phía Tây của thành phố Phuket và phía Bắc của Karon, miền Nam Thái Lan. Đây được xem là địa điểm du lịch biển với đầy đủ cơ sở vật chất và thể thao dưới biển. Hàng năm, bãi biển Patong đón hàng triệu du khách đến từ khắp nơi trên thế giới. Bãi biển Patong còn có hoạt động du lịch về đêm. Đây cũng là nơi có sự đa dạng về sắc tộc, ngoài người Thái, ở đây còn có người Hoa, người Mã Lai, người Việt Nam.

## Lịch sử
Vào đầu thập niên 1970, Patong có nhiều đồn điền trồng chuối rộng lớn, chen giữa các ngọn núi và bãi cát chạy theo vòng cung. Tuy nhiên, ngày nay đồn điền trồng chuối được thay thế bằng những khách sạn, siêu thị, hành lang thương mại, trung tâm giải trí để phục vụ du lịch.

## Du lịch
Không giống như những bờ biển của Phuket, Patong có nhiều cơ sở vật chất hơn, phương tiện phục vụ thể thao dưới nước như: môn lặn có bình khí nén, lướt ván có buồm, trượt ván trên mặt nước, chèo thuyền giăng buồm, trượt nước có tàu kéo... có những cửa hàng chuyên phục vụ môn lặn ở dưới biển, thường đưa các tay chơi thể thao đến vùng vịnh hay miền Tây các đảo Similan thuộc nơi bảo vệ của Hải Quân Hoàng gia Thái Lan. Nơi này cũng được nhận xét nước biển trong vắt như pha lê và có rất nhiều chủng loài sinh vật của biển cả.

## Cuộc sống về đêm
Patong là địa điểm du lịch "không ngủ", không có khái niệm thời gian tại Patong với quán ăn, nhà hàng, khách sạn, cửa hàng bán hàng lưu niệm luôn luôn sáng đèn. Hàng hóa cũng đa dạng và phong phú. Cuộc sống về đêm tại Patong tập trung ở hai con đường chính: một là đường Bangla, hai là đường Paradise. Bangla là đường mua sắm, ăn uống vui chơi, đường Paraside thì có nhiều người đồng tính nam.